# Vera Mirt Levovnik
Vera Mirt Levovnik, raziskovalka in organizatorka elektrotehniške informatike, *22. junij 1930, Rožno.
Leta 1957 je diplomirala na TF v Ljubljani.

## Poklicna pot
Od leta 1959 je vodila informacijsko - dokumentacijski center združenega podjetja ISKRA, ki je leta 1976 postal vseslovenski specializirani Indok center za elektrotehniko.
Hkrati je med letoma 1973 in 1989 predavala na Oddelku za bibliotekarstvo PA in FF v Ljubljani.
Ustvarjalno je sodelovala pri organiziranju znanstveno - tehniškega informiranja v Sloveniji, temelječega na povezovanju v okviru specializiranih informacijskih centrov.
Bila je tudi članica uredniških svetov Narodne in univerzitetne knjižnice.
Raziskovalna dognanja v zvezi z računalniškimi panogami v sistemih informiranja je predstavila v 12 poročilih in več kot 30 člankih.

## Glavna dela
- Kokole Jože, Vera Levovnik: Informacije iz moderniziranega centralnega kataloga monografskih publikacij. Knjižnica 22(1978)3-4 , stran 211-228.
- Levovnik Vera: Vtisi z ogleda informacijskega dokumentacijskega centra VINITI v Moskvi in informacijskega centra v Pragi. Knjižnica 14(1970)1-4 , stran 94-107
- Levovnik Vera: Obravnavanje dokumentacijskih informacij z računalnikom po SAIDC. Knjižnica 17(1973)1-4 , stran 50-68
- Levovnik vera: Specijalizovani informacijski centar za elektrotehniku. Tehnika 45(1991) 9-10, stran 514-515.